# NoitaminA
noitaminA (ノイタミナ?) - anagrama de "Animation" - es un bloque de programación de Fuji Television dedicado al anime, y se transmite todos los jueves por la noche (o los viernes por la madrugada) La franja horaria se expandió de media hora a una hora en 2010, y ahora se emite de 00:45 a 1:45 del viernes por la madrugada. Se puso en marcha con la intención de ampliar el público objetivo más allá de la típica demográfia masculina. noitaminA lanzó al aire su primera serie no-anime en 2010, con el estreno de la adaptación en imagen real de Moyashimon. El 15 de abril de 2010, Fuji TV y FUNimation anunciaron un acuerdo que permite la transmisión simultánea de las series del bloque de noitaminA en América del Norte por FUNimation dentro de una hora de su salida al aire en Japón.

## Series
| #  | Título                                                 | Franja Horaria | Fecha de inicio       | Fecha de fin             | Eps. | Estudio                                | Notas                                                   | Refs.  |
| -- | ------------------------------------------------------ | -------------- | --------------------- | ------------------------ | ---- | -------------------------------------- | ------------------------------------------------------- | ------ |
| 1  | Honey and Clover                                       | 24:35          | 14 de abril de 2005   | 26 de septiembre de 2005 | 24   | J.C.Staff                              | Basado en un manga por Chica Umino                      |        |
| 2  | Paradise Kiss                                          | 24:35          | 13 de octubre de 2005 | 30 de diciembre de 2005  | 12   | Madhouse                               | Basado en un manga por Ai Yazawa                        |        |
| 3  | Ayakashi                                               | 24:35          | 13 de enero de 2006   | 24 de marzo de 2006      | 11   | Toei Animation                         | Trabajo original basado en historias clásicas japonesas |        |
| 4  | Jyu Oh Sei                                             | 24:45          | 13 de abril de 2006   | 22 de junio de 2006      | 11   | BONES                                  | Basado en un manga por Natsumi Itsuki                   |        |
| 5  | Honey and Clover II                                    | 24:45          | 29 de junio de 2006   | 14 de septiembre de 2006 | 12   | J.C.Staff                              | Secuela de Honey and Clover                             |        |
| 6  | Hataraki Man                                           | 24:45          | 12 de octubre de 2006 | 21 de diciembre de 2006  | 11   | Gallop                                 | Basado en un manga por Moyoco Anno                      |        |
| 7  | Nodame Cantabile                                       | 24:45          | 11 de enero de 2007   | 28 de junio de 2007      | 23   | J.C.Staff                              | Basado en un manga de Tomoko Ninomiya                   |        |
| 8  | Mononoke                                               | 24:45          | 12 de julio de 2007   | 9 de septiembre de 2007  | 12   | Toei Animation                         | Spin-off de Ayakashi                                    |        |
| 9  | Moyashimon                                             | 24:45          | 11 de octubre de 2007 | 21 de diciembre de 2007  | 11   | Shirogumi y Telecom Animation Film     | Basado en un manga por Masayuki Ishikawa                |        |
| 10 | Hakaba Kitaro                                          | 24:45          | 10 de enero de 2008   | 21 de marzo de 2008      | 11   | Toei Animation                         | Basado en un manga por Shigeru Mizuki                   |        |
| 11 | Toshokan Sensō                                         | 24:45          | 12 de abril de 2008   | 26 de junio de 2008      | 12   | Production I.G                         | Basado en una novela ligera por Hiro Arikawa            |        |
| 12 | Antique Bakery                                         | 24:45          | 3 de julio de 2008    | 18 de septiembre de 2008 | 12   | Nippon Animation y Shirogumi           | Basado en un manga por Fumi Yoshinaga                   |        |
| 13 | Nodame Cantabile: Paris Chapter                        | 24:45          | 9 de octubre de 2008  | 18 de diciembre de 2008  | 11   | J.C.Staff                              | Secuela de Nodame Cantabile                             |        |
| 14 | Genji Monogatari Sennenki                              | 24:45          | 15 de enero de 2009   | 26 de marzo de 2009      | 11   | TMS Entertainment y Tezuka Productions | Adaptación de Genji Monogatari                          |        |
| 15 | Eden of the East                                       | 24:45          | 9 de abril de 2009    | 18 de junio de 2009      | 11   | Production I.G                         | Trabajo original                                        |        |
| 16 | Tokyo Magnitude 8.0                                    | 24:45          | 9 de julio de 2009    | 17 de septiembre de 2009 | 11   | BONES, Kinema Citrus                   | Trabajo original                                        |        |
| 17 | Kūchū Buranko                                          | 24:45          | 15 de octubre de 2009 | 24 de diciembre de 2009  | 11   | Toei Animation                         | Basado en una serie de historias cortas por Hideo Okuda |        |
| 18 | Nodame Cantabile: Finale                               | 24:45          | 14 de enero de 2010   | 25 de marzo de 2010      | 11   | J.C.Staff                              | Secuela de Nodame Cantabile: Paris Chapter              |        |
| 19 | Sarai-ya Goyou                                         | 24:45          | 15 de abril de 2010   | 1 de julio de 2010       | 12   | Manglobe                               | Basado en un manga por Natsume Ono                      |        |
| 20 | The Tatami Galaxy                                      | 25:15          | 22 de abril de 2010   | 1 de julio de 2010       | 11   | Madhouse                               | Basado en una novela por Tomihiko Morimi                |        |
| 21 | Moyashimon (imagen real)                               | 24:45          | 8 de julio de 2010    | 16 de septiembre de 2010 | 11   | Shirogumi                              | Adaptación en imagen real de Moyashimon                 |        |
| 22 | Shiki                                                  | 25:15          | 8 de julio de 2010    | 30 de diciembre de 2010  | 22   | Daume                                  | Basado en una serie de novelas por Fuyumi Ono           |        |
| 23 | Kuragehime                                             | 24:45          | 14 de octubre de 2010 | 30 de diciembre de 2010  | 11   | Brain's Base                           | Basado en un manga por Akiko Higashimura                |        |
| 24 | Fractale                                               | 24:45          | 13 de enero de 2011   | 31 de marzo de 2011      | 11   | A-1 Pictures, Ordet                    | Trabajo original                                        |        |
| 25 | Wandering Son                                          | 25:15          | 13 de enero de 2011   | 31 de marzo de 2011      | 11   | AIC                                    | Basado en un manga por Takako Shimura                   |        |
| 26 | C                                                      | 24:45          | 14 de abril de 2011   | 24 de junio de 2011      | 11   | Tatsunoko Production                   | Trabajo original                                        |        |
| 27 | Ano Hi Mita Hana no Namae o Bokutachi wa Mada Shiranai | 25:15          | 14 de abril de 2011   | 24 de junio de 2011      | 11   | A-1 Pictures                           | Trabajo original                                        |        |
| 28 | Usagi Drop                                             | 24:45          | 8 de julio de 2011    | 15 de septiembre de 2011 | 11   | Production I.G                         | Basado en un manga por Yumi Unita                       |        |
| 29 | No. 6                                                  | 25:15          | 8 de julio de 2011    | 15 de septiembre de 2011 | 11   | BONES                                  | Basado en una serie de novelas por Atsuko Asano         |        |
| 30 | Un-Go                                                  | 24:45          | 13 de octubre de 2011 | 22 de diciembre de 2011  | 11   | BONES                                  | Ligeramente basado en los trabajos de Ango Sakaguchi    |        |
| 31 | Guilty Crown                                           | 25:15          | 13 de octubre de 2011 | 22 de marzo de 2012      | 22   | Production I.G                         | Trabajo original                                        |        |
| 32 | Thermae Romae                                          | 24:45          | 12 de enero de 2012   | 26 de enero de 2012      | 3    | DLE                                    | Basado en un manga por Mari Yamazaki                    |        |
| 33 | Black Rock Shooter                                     | 24:45          | 2 de febrero de 2012  | 22 de marzo de 2012      | 8    | Ordet y Sanzigen                       | Relacionado con el OVA Black Rock Shooter               |        |
| 34 | Sakamichi no Apollon                                   | 24:45          | 12 de abril de 2012   | 28 de junio de 2012      | 12   | MAPPA y Tezuka Productions             | Basado en un manga por Yuki Kodama                      |        |
| 35 | Tsuritama                                              | 25:15          | 12 de abril de 2012   | 28 de junio de 2012      | 12   | A-1 Pictures                           | Trabajo original                                        |        |
| 36 | Moyashimon Returns                                     | 24:45          | 5 de julio de 2012    | 13 de septiembre de 2012 | 11   | Shirogumi y Telecom Animation Film     | Secuela de Moyashimon                                   |        |
| 37 | Natsuyuki Rendezvous                                   | 25:15          | 5 de julio de 2012    | 13 de septiembre de 2012 | 11   | Dogakobo                               | Basado en un manga por Haruka Kawachi                   |        |
| 38 | Psycho-Pass                                            | 24:45          | 11 de octubre de 2012 | 21 de marzo de 2013      | 22   | Production I.G                         | Trabajo original                                        |        |
| 39 | Robotics;Notes                                         | 25:15          | 11 de octubre de 2012 | 21 de marzo de 2013      | 22   | Production I.G                         | Basado en una novela visual por 5pb.                    |        |
| 40 | Katanagatari                                           | 24:45          | 11 de abril de 2013   | 27 de junio de 2013      | 12   | White Fox                              | Basado en una novela ligera por Nisio Isin              |        |
| 41 | Silver Spoon                                           | 24:45          | 11 de julio de 2013   | 19 de septiembre de 2013 | 11   | A-1 Pictures                           | Basado en un manga por Hiromu Arakawa                   |        |
| 42 | Galilei Donna                                          | 24:50          | 10 de octubre de 2013 | 19 de diciembre de 2013  | 11   | A-1 Pictures                           | Trabajo original                                        |        |
| 43 | Samurai Flamenco                                       | 25:20          | 10 de octubre de 2013 | 27 de marzo de 2014      | 22   | Manglobe                               | Trabajo original                                        |        |
| 44 | Silver Spoon 2                                         | 24:50          | 9 de enero de 2014    | 27 de marzo de 2014      | 11   | A-1 Pictures                           | Secuela de Silver Spoon                                 |        |
| 45 | Ping Pong                                              | 24:50          | 10 de abril de 2014   | 19 de junio de 2014      | 11   | Tatsunoko Production                   | Basado en el manga de Taiyō Matsumoto                   |        |
| 46 | Ryūgajō Nanana no Maizōkin                             | 25:20          | 10 de abril de 2014   | 19 de junio de 2014      | 11   | A-1 Pictures                           | Basado en la light novel de Kazuma Ōtorino              |        |
| 47 | Zankyō no Terror                                       | 24:50          | 10 de julio de 2014   | 25 de septiembre de 2014 | 11   | MAPPA                                  | Trabajo original                                        |        |
| 48 | Psycho-Pass 2                                          | 24:50          | 9 de octubre de 2014  | 18 de diciembre de 2014  | 11   | Tatsunoko Production                   | Secuela de Psycho-Pass                                  |        |
| 49 | Shigatsu wa Kimi no Uso                                | 25:15          | 9 de octubre de 2014  | 19 de marzo de 2015      | 22   | A-1 Pictures                           | Basado en el manga de Naoshi Arakawa                    |        |
| 50 | Saenai Heroine no Sodatekata                           | 24:50          | 8 de enero de 2015    | 26 de marzo de 2015      | 13   | A-1 Pictures                           | Basado en la light novel de Fumiaki Maruto              |        |
| 51 | Punch Line                                             | 24:55          | 9 de abril de 2015    | 25 de junio de 2015      | 12   | MAPPA                                  | Trabajo original                                        |        |
| 52 | Ranpo Kitan: Game of Laplace                           | 24:55          | 2 de julio de 2015    | 17 de septiembre de 2015 | 11   | Lerche                                 | Basado en los trabajos de Edogawa Ranpo                 |        |
| 53 | Subete ga F ni Naru                                    | 24:55          | 8 de octubre de 2015  | 17 de diciembre de 2015  | 11   | A-1 Pictures                           | Basado en la novela de Hiroshi Mori                     |        |
| 54 | Boku Dake ga Inai Machi                                | 24:55          | 7 de enero de 2016    | 24 de marzo de 2016      | 12   | A-1 Pictures                           | Basado en el manga de Kei Sanbe                         |        |
| 55 | Koutetsujou no Kabaneri                                | 24:55          | 7 de abril de 2016    | 30 de junio de 2016      | 12   | Wit Studio                             | Trabajo original                                        |        |
| 56 | Battery                                                | 24:55          | 14 de julio de 2016   | 22 de septiembre de 2016 | 11   | Zero-G                                 | Basado en la novela de Atsuko Asano                     |        |
| 57 | Fune wo Amu                                            | 24:55          | 14 de octubre de 2016 | 23 de diciembre de 2016  | 11   | Zexcs                                  | Basado en la novela de Shion Miura                      |        |
| 58 | Kuzu no Honkai                                         | 24:55          | 18 de enero de 2017   | 6 de abril de 2017       | 12   | Lerche                                 | Basado en el manga de Mengo Yokoyari                    |        |
| 59 | Saenai Heroine no Sodatekata Flat                      | 24:55          | 6 de abril de 2017    | 23 de junio de 2017      | 12   | A-1 Pictures                           | Secuela de Saenai Heroine no Sodatekata                 |        |
| 60 | Dive!!                                                 | 24:55          | 6 de julio de 2017    | 21 de septiembre de 2017 | 12   | Zero-G                                 | Basado en la light novel de Eto Mori                    |        |
| 61 | Inuyashiki                                             | 24:55          | 13 de octubre de 2017 | 22 de diciembre de 2017  | 11   | MAPPA                                  | Basado en el manga de Hiroya Oku                        |        |
| 62 | Koi wa Ameagari no You ni                              | 24:55          | 12 de enero de 2018   | 29 de marzo de 2018      | 12   | Wit Studio                             | Basado en el manga de Jun Mayuzuki                      |        |
| 63 | Wotaku ni Koi wa Muzukashī                             | 24:55          | 12 de abril de 2018   | 22 de junio de 2018      | 11   | A-1 Pictures                           | Basado en el manga de Fujita                            |        |
| 64 | Banana Fish                                            | 24:55          | 5 de julio de 2018    | 20 de diciembre de 2018  | 24   | MAPPA                                  | Basado en el manga de Akimi Yoshida                     |        |
| 65 | Yakusoku no Neverland                                  | 24:55          | 11 de enero de 2019   | 29 de marzo de 2019      | 12   | CloverWorks                            | Basado en el manga de Kaiu Shirai                       |        |
| 66 | Sarazanmai                                             | 24:55          | 12 de abril de 2019   | 21 de junio de 2019      | 11   | MAPPA y Lapin Track                    | Trabajo original                                        |        |
| 67 | Given                                                  | 24:55          | 12 de julio de 2019   | 20 de septiembre de 2019 | 11   | Lerche                                 | Basado en el manga de Natsuki Kizu                      |        |
| 68 | Psycho-Pass 3                                          | 24:55          | 25 de octubre de 2019 | 13 de diciembre de 2019  | 8    | Production I.G                         | Secuela de Psycho-Pass 2                                |        |
| 69 | Uchi Tama!? ~Uchi no Tama Shirimasen ka?~              | 24:55          | 10 de enero de 2020   | 20 de marzo de 2020      | 11   | MAPPA y Lapin Track                    | Basado en la franquicia de Sony Creative Products Inc.  |        |
| 70 | Fugō Keiji Balance: Unlimited                          | 24:55          | 10 de abril de 2020   | 25 de septiembre de 2020 | 11   | CloverWorks                            | Basado en una novela de Yasutaka Tsutsui                |        |
| 71 | 2.43: Seiin Kōkō Danshi Volley-bu                      | 24:55          | 8 de enero de 2021    | 26 de marzo de 2021      | 11   | David Production                       | Basado en la novela de Yukako Kabei                     |        |
| 72 | Yakusoku no Neverland 2                                | 25:25          | 8 de enero de 2021    | 26 de marzo de 2021      | 11   | CloverWorks                            | Secuela de Yakusoku no Neverland                        |        |
| 73 | Bakuten!!                                              | 24:55          | 9 de abril de 2021    | 25 de junio de 2021      | 12   | Zexcs                                  | Trabajo original                                        |        |
| 74 | Heion Sedai no Idaten-tachi                            | 24:55          | 23 de julio de 2021   | 1 de octubre de 2021     | 11   | MAPPA                                  | Basado en el manga de Amahara y Coolkyousinnjya         |        |
| 75 | Ōsama Ranking                                          | 24:55          | 15 de octubre de 2021 | 25 de marzo de 2022      | 23   | Wit Studio                             | Basado en el manga de Sōsuke Tōka                       |        |
| 76 | Yofukashi no Uta                                       | 24:55          | 8 de julio de 2022    | 30 de septiembre de 2022 | 13   | Liden Films                            | Basado en el manga de Kotoyama                          |        |
| 77 | Urusei Yatsura                                         | 24:55          | 14 de octubre de 2022 | 24 de marzo de 2023      | 23   | David Production                       | Basado en el manga de Rumiko Takahashi                  |        |
| 78 | Ōsama Ranking: Yūki no Takarabako                      | 24:55          | 14 de abril de 2023   | 16 de junio de 2023      | 10   | Wit Studio                             | Historia paralela de Ōsama Ranking                      |        |
| 79 | Rurouni Kenshin: Meiji Kenkaku Romantan                | 24:55          | 7 de julio de 2023    | 15 de diciembre de 2023  | 24   | Liden Films                            | Basado en el manga de Nobuhiro Watsuki                  | [ 33 ] |
| 80 | Urusei Yatsura Part 2                                  | 0:55           | 12 de enero de 2024   | 21 de junio de 2024      | 23   | David Production                       | Secuela de Urusei Yatsura                               |        |
| 81 | Senpai wa Otokonoko                                    | 0:55           | 5 de julio de 2024    | 27 de septiembre de 2024 | 12   | Project No.9                           | Basado en el manga de Pom.                              | [ 34 ] |
| 82 | Rurouni Kenshin: Meiji Kenkaku Romantan: Kyoto Dōran   | 0:55           | 4 de octubre de 2024  | 21 de marzo de 2025      | 23   | Liden Films                            | Secuela de Rurouni Kenshin: Meiji Kenkaku Romantan      | [ 35 ] |
| 83 | Nazotoki wa Dinner no Ato de                           | 23:00          | 4 de abril de 2025    | 20 de junio de 2025      | 12   | Madhouse                               | Basado en la novela escrita por Tokuya Higashigawa.     | [ 36 ] |
| 84 | Yofukashi no Uta 2                                     | 23:30          | Julio de 2025         | TBA                      | TBA  | Liden Films                            | Secuela de Yofukashi no Uta                             |        |
| 85 | Shabake                                                | 23:30          | Octubre de 2025       | TBA                      | TBA  | Bandai Namco Pictures                  | Basado en la novela escrita por Megumi Hatakenaka.      | [ 37 ] |